# Friedrich-Wilhelm Neumann
Pour les articles homonymes, voir Neumann.
Friedrich-Wilhelm Neumann (22 janvier 1889 à Schloß Osterode - 26 janvier 1975 à Bad Wiessee) est un Generalleutnant allemand qui a servi au sein de la Heer dans la Wehrmacht pendant la Seconde Guerre mondiale.
Il a reçu la Croix de chevalier de la Croix de fer. Cette décoration était attribuée pour récompenser un acte d'une extrême bravoure sur le champ de bataille ou un commandement militaire avec succès.

## Biographie
Friedrich-Wilhelm Neumann s'engage dans l'armée fin avril 1906 en tant que porte-drapeau et est promu lieutenant du 151e régiment d'infanterie à la mi-novembre 1907.

## Décorations
- Croix de fer (1914)
  - 2e Classe
  - 1re Classe
- Insigne des blessés (1914)
- Croix d'honneur pour combattant 1914-1918 (27 novembre 1934)
- Agrafe de la Croix de fer (1939)
  - 2e Classe (22 septembre 1939)
  - 1re Classe (1er octobre 1939)
- Croix du Mérite de guerre avec glaives
  - 2e Classe (30 octobre 1943)
  - 1re Classe (30 octobre 1943)
- Croix allemande en Argent (30 octobre 1943)
- Croix de chevalier de la Croix de fer
  - Croix de chevalier le 16 octobre 1944 en tant que Generalleutnant et commandant de la 712. Infanterie-Division[1]
- Mentionné dans le bulletin quotidien radiophonique de l'Armée : Wehrmachtbericht